# Heinrich Hochreutiner
Heinrich Hochreutiner; auch Heinrich Hochrütiner (wurde erstmals etwa 1490 in St. Gallen erwähnt; † 1513 ebenda) war ein Bürgermeister von St. Gallen (Schweiz).

## Leben
Heinrich Hochreutiner wurde als Sohn seines gleichnamigen Vaters Heinrich Hochreutiner (* unbekannt; † 1495), Ratsherr in St. Gallen, und dessen Ehefrau Else vom Steig geboren.
Er war einer der Besitzer einer im Fernhandel aktiven Leinwandgesellschaft, die Hochrütiner’sche Handelsgesellschaft, die er vermutlich bereits von seinem Vater übernommen hatte und die von 1474 bis 1523 als in Spanien und Frankreich Handel treibend nachgewiesen ist.
1490 war er einer der städtischen Gesandten bei den Friedensverhandlungen in Einsiedeln über den Rorschacher Klosterbruch während des St. Gallerkrieges.
1497 liess er am Bernegg-Hang ein Haus, die Falkenburg, errichten, das 1660 von der Stadt erworben wurde und den regierenden Bürgermeistern als Sommerresidenz diente. Heute befindet sich ein Restaurant in dem Haus.
1499 war er oberster Hauptmann der St. Galler über ein Kontingent von 200 St. Gallern im Schwabenkrieg.
1496 wurde er Unterbürgermeister, 1499 Hofrichter, und von 1505 bis 1509 war er im Wechsel mit Caspar Rugg, Hans Studer und Hans ab der Rüti und dann im Wechsel mit Jakob Krum und Caspar Schlumpf bis 1513 im Dreijahresturnus Amtsbürgermeister, Altbürgermeister und Reichsvogt.
1501 erhob ihn der spätere Kaiser Maximilian I. in den Adelsstand, und er erhielt einen Wappenbrief.
Heinrich Hochreutiner war verheiratet, seine Tochter Kleophea war mit dem Bürgermeister Ambrosius Schlumpf verheiratet.

## Mitgliedschaften
- Als Leinwandhändler war er auch Mitglied der Schneiderzunft und wurde 1496 Zunftmeister[1]
- Seit 1492 war er Genosse der Gesellschaft zum Notenstein